# Ploștina, Gorj
Ploștina este o localitate componentă a municipiului Motru din județul Gorj, Oltenia, România.
După anul 1450 Ploștina a aparținut județului Mehedinți până în anul 1948, când România a fost împărțită în regiuni și raioane, Ploștina aparținând raionului Baia de Aramă până la 1 ianuarie 1964, iar dupa aceea a aparținut de raionul Strehaia.
In momentul de fata Plostina apartine de Municipiul Motru. Conform recensamantului populatiei si al locuintelor din anul 2002 populatia acestui sat este de 1157 de locuitori. Imediat dupa Plostina incepe satul Rosiuta cu o populatie de 747 de locuitori.
Tot la Municipiul Motru mai sunt arondate si satele: Dealu Pomilor, Horasti, Insuratei, Leurda, Lupoita, Ripa.
 Acest articol despre o localitate din județul Gorj este deocamdată un ciot. Puteți ajuta Wikipedia prin completarea lui.